# Mont Destin
Mount Doom, Montagne du Destin
Pour les articles homonymes, voir Amon Amarth et Doom (homonymie).
Le mont Destin (en sindarin Orodruin ou Amon Amarth, en anglais Mount Doom), appelée montagne du Destin dans la première traduction en français de Francis Ledoux, est un volcan de fiction appartenant au légendaire de l'écrivain britannique J. R. R. Tolkien. Il est un lieu central dans l'intrigue du livre Le Seigneur des anneaux.
C'est un mont situé en Mordor, une région du nord-ouest de la Terre du Milieu (c'est-à-dire au sud-est de la partie de la Terre du Milieu représentée sur les cartes). C'est grâce à son feu que Sauron forge les Anneaux de pouvoir dont l'Anneau unique.

## Toponymie
Mont Destin est la traduction littérale du toponyme anglophone Mount Doom imaginé par Tolkien. Les termes équivalents en sindarin, sont Orodruin et Amon Amarth qui signifient respectivement « montagne de la Flamme Rouge » et « mont Destin ». On trouve parfois la forme erronée Oradruin dans la traduction française du Seigneur des anneaux. Il est aussi appelé « la montagne Ardente » (en anglais The Fiery Mountain).
Amon Amarth est le nom adopté par les Gondoriens à la fin du Deuxième Âge lorsqu'ils assistent à son réveil interprété comme le retour de Sauron.

## Géographie
Le mont Destin est situé au sud-est de la Terre du Milieu et dans la partie nord-ouest du Mordor. Dominant le plateau de Gorgoroth, il est entouré au nord par les monts Cendrés et à l'ouest par les monts de l'Ombre ; il est connecté à  Barad-dûr, qui se trouve à l'est, par la route de Sauron, Minas Morgul et Cirith Ungol au sud-ouest, le Morannon et la Carach Angren au nord-ouest.
Il mesure environ 4 500 pieds (1 375 mètres) de haut, et environ 7 milles, soit 11,3 kilomètres), de diamètre à la base.
Il s'agit d'un volcan à l'altitude élevée, très escarpé et dépourvu de végétation. Ses éruptions violentes rejettent des coulées de lave qui s'épanchent sur ses flancs et de grandes quantités de cendres émises forment des nuages sombres permanents au-dessus du Mordor et ses alentours. En son centre se trouvent les Sammath Naur ou « Chambres du Feu » en sindarin, un ensemble de cavernes et de tunnels créés par Sauron. Dans ces cavités sombres se trouve la Crevasse du Destin, une ouverture qui laisse s'échapper le feu d'Orodruin. C'est en cet endroit qu'ont été forgés les Anneaux de pouvoir dont l'Anneau unique. L'entrée des Sammath Naur sur le flanc oriental du volcan est marquée par une porte qui débouche sur la route de Sauron menant notamment à Barad-dûr distant de près de cinquante kilomètres en direction de l'est ; cette route forme une boucle autour de la montagne.

## Histoire

### Premier Âge
Melkor crée le mont Destin durant le Premier Âge.

### Deuxième Âge
Lorsque Sauron choisit les terres du Mordor comme résidence lors du Deuxième Âge, le mont Destin en est la raison essentielle car il fait usage des feux de la Crevasse du Destin dans ses sorcelleries, en particulier, en 1600 S.A., pour forger l'Anneau unique.
Le mont Destin est bien davantage qu'un volcan banal ; Sauron semble y prolonger sa propre puissance et peut en commander les éruptions. À chacun de ses retours, le volcan s'active.
En 3429 S.A., les Gondoriens s'établissent dans la région et fondent leur royaume qui va durer un peu plus d'un siècle. Le volcan est alors endormi depuis la chute de Númenor en 3319 S.A.

### Troisième Âge
Le volcan se réveille en 2954 T.A., ce que les Gondoriens interprètent comme le retour de Sauron.
En 3019 T.A., lors de la guerre de l'Anneau, Frodon et Sam parcourent les pentes du mont Destin et entrent dans Sammath Naur dans le but de détruire l'Anneau unique. Lorsque l'Anneau unique tombe dans ses feux, le mont Destin entre dans la plus cataclysmique de ses éruptions. Tout le pays du Mordor est détruit et Barad-dûr comme le Morannon s'effondrent.

## Adaptations

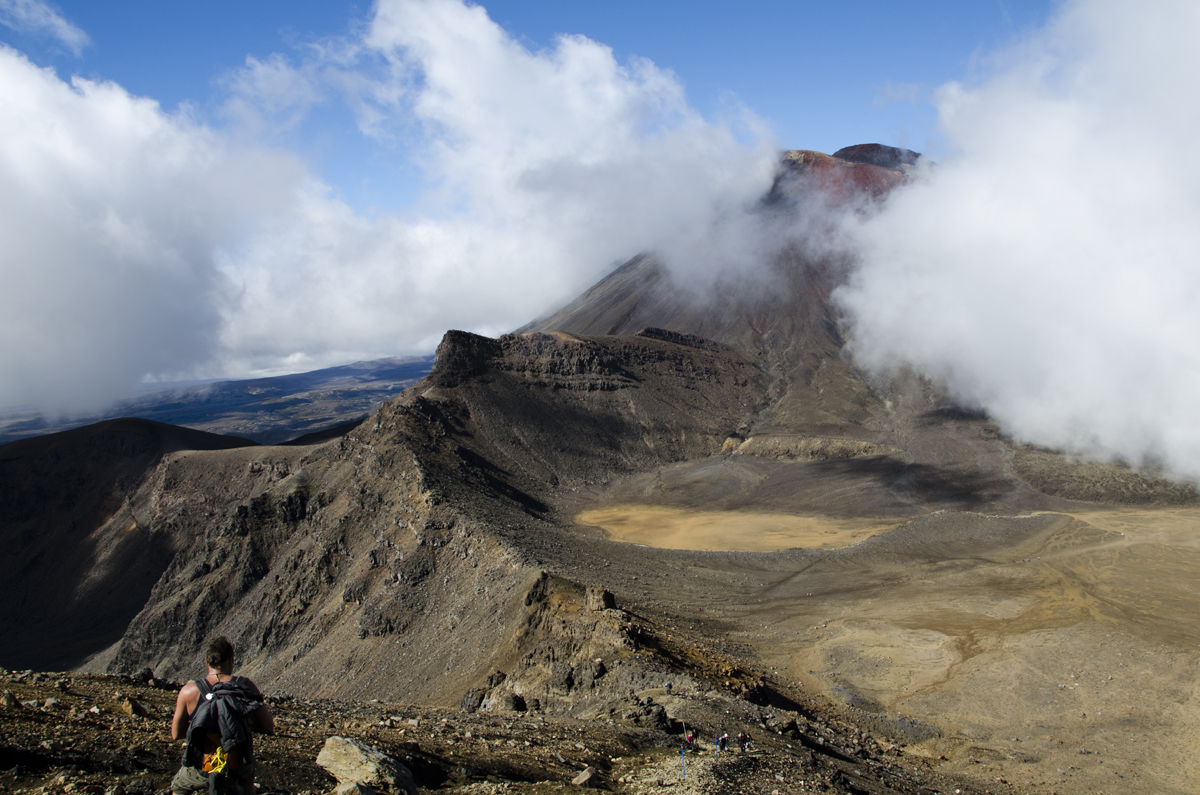
Paysage volcanique du mont Tongariro au pied du mont Ngauruhoe (dans les nuages), décor naturel ayant servi au tournage du Seigneur des anneaux.

Dans la trilogie cinématographique de Peter Jackson adaptée du Seigneur des anneaux, le mont Ngauruhoe, un volcan de Nouvelle-Zélande, est choisi pour le tournage de quelques scènes du mont Destin. Cependant, le réalisateur n'est pas autorisé à filmer le sommet du mont Ngauruhoe en raison de son caractère sacré pour les Maoris de la région. Certaines scènes se déroulant sur les pentes du mont Destin sont alors tournées sur celles du mont Ruapehu, un volcan voisin.
Dans la série télévisée Le Seigneur des anneaux : Les Anneaux de Pouvoir, le mont Destin entre en éruption au Deuxième Âge lorsque les Orcs au service de Sauron réveillent le volcan par un apport d'eau via un canal creusé par des prisonniers humains.

## Dans la culture
Le groupe de death metal Amon Amarth est nommé d'après la traduction en sindarin du mont Destin.
L'Union astronomique internationale nomme toutes les montagnes de Titan, satellite de Saturne, d'après les montagnes dans le travail de J. R. R. Tolkien. En 2012, ils nomment une montagne titanienne Doom Mons d'après le mont Destin.